# Stallungen (Dalmoak House)
Die Stallungen von Dalmoak House befinden sich auf den Ländereien der schottischen Villa Dalmoak House südlich der Stadt Renton in der Council Area West Dunbartonshire. James Aitken, der Eigentümer der Whiskybrennerei Rosebank in Camelon, ließ Dalmoak House zwischen 1866 und 1869 als Landsitz errichten. In diesem Zuge wurden auch Außengebäude gebaut, zu denen auch die Stallungen gehören. 1980 wurde das Bauwerk in die schottischen Denkmallisten in der Kategorie B aufgenommen.

## Beschreibung
Die Stallungen liegen direkt westlich von Dalmoak House. Das Mauerwerk des einstöckigen, U-förmigen Gebäudes besteht aus grob behauenem Sandstein. Entlang der Südostfassade sind fünf Fenster annähernd gleichmäßig verteilt, deren Laibungen abgeschrägt sind. Der Giebel des Satteldaches ist als Staffelgiebel gearbeitet. Giebelseitig ragt ein Taubenturm auf. Zwischen den Giebelseiten der Südost- und Nordwestflügel grenzt eine Bruchsteinmauer den Innenhof ein. Das zentrale Tor ist an oktogonalen Pfeilern aufgehängt. Eine Eingangstür an der Giebelseite des Nordwestflügels führt in das Gebäude. Eine weitere Tür ist mit einem Oberlicht versehen. Der Giebel ist ebenfalls als Staffelgiebel gearbeitet. Im Innenhof führen drei Segmentbögen in das Gebäudeinnere. Im Dachgeschoss sind mehrere Satteldachgauben zu finden. Im Westen grenzt ein umfriedeter Garten. Die Mauer besteht aus Bruchstein.